# Slatina (district de Litoměřice)
Pour les articles homonymes, voir Slatina.
Slatina est une commune du district de Litoměřice, dans la région d'Ústí nad Labem, en République tchèque. Sa population s'élevait à 269 habitants en 2021.

## Géographie
Slatina est dominé par le Hazmburk, une montagne isolée de 418 m d'altidude à l'ouest (commune de Klapý), et se trouve à 14 km au sud-ouest de Litoměřice, à 26 km au sud d'Ústí nad Labem et à 49 km au nord-ouest de Prague.
La commune est limitée par Sedlec, Úpohlavy et Černiv au nord, par Chotěšov et Radovesice à l'est, par Libochovice au sud, et par Klapý à l'ouest.

## Histoire
La première mention écrite du village date de 1057.

## Patrimoine
Patrimoine religieux

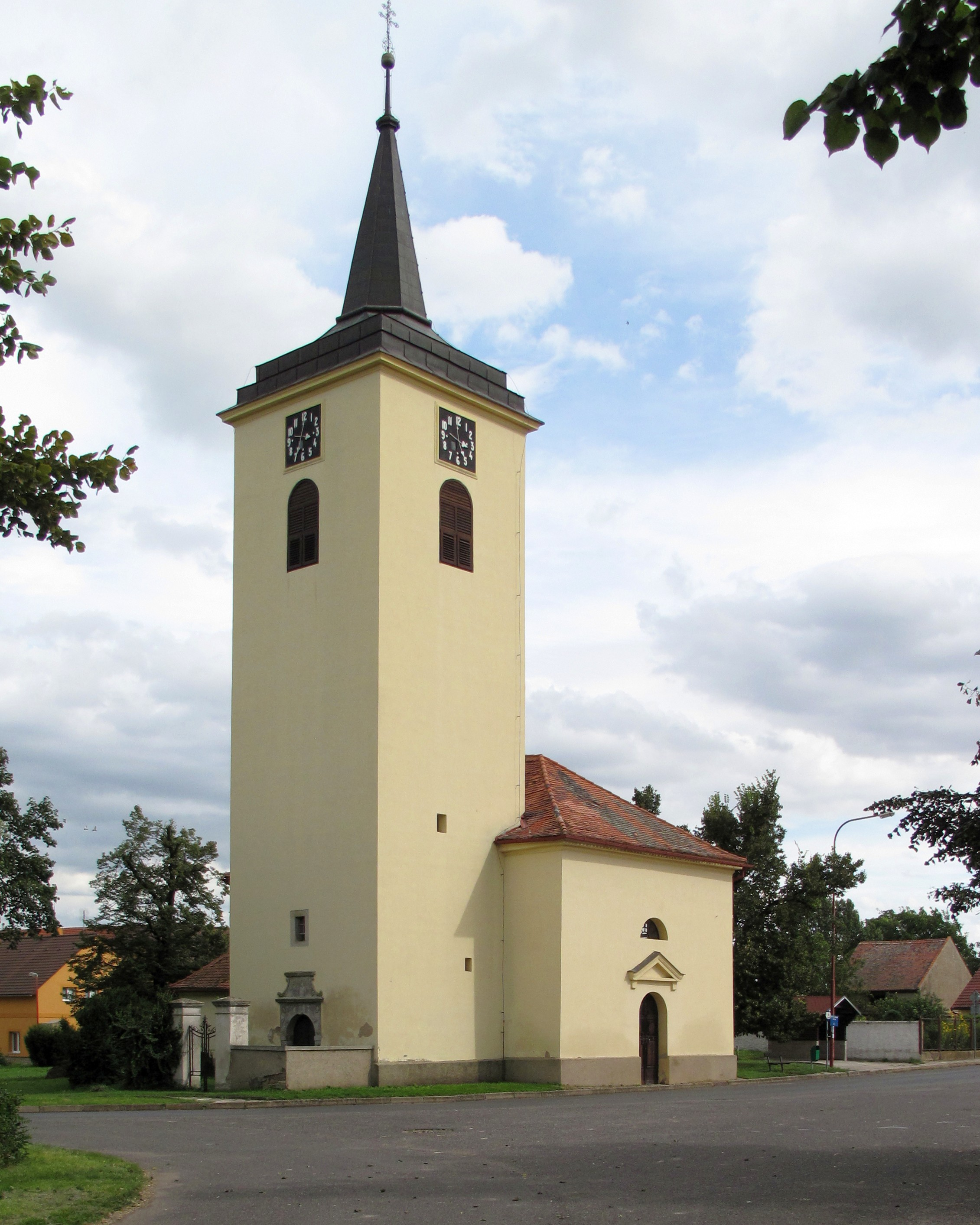
Église Saint-Jean Nepomucène.

## Transports
Par la route, Slatina se trouve à 12 km de Lovosice, à 20 km de Litoměřice, à 38 km d'Ústí nad Labem  et à 63 km de Prague.